# 태국 동부

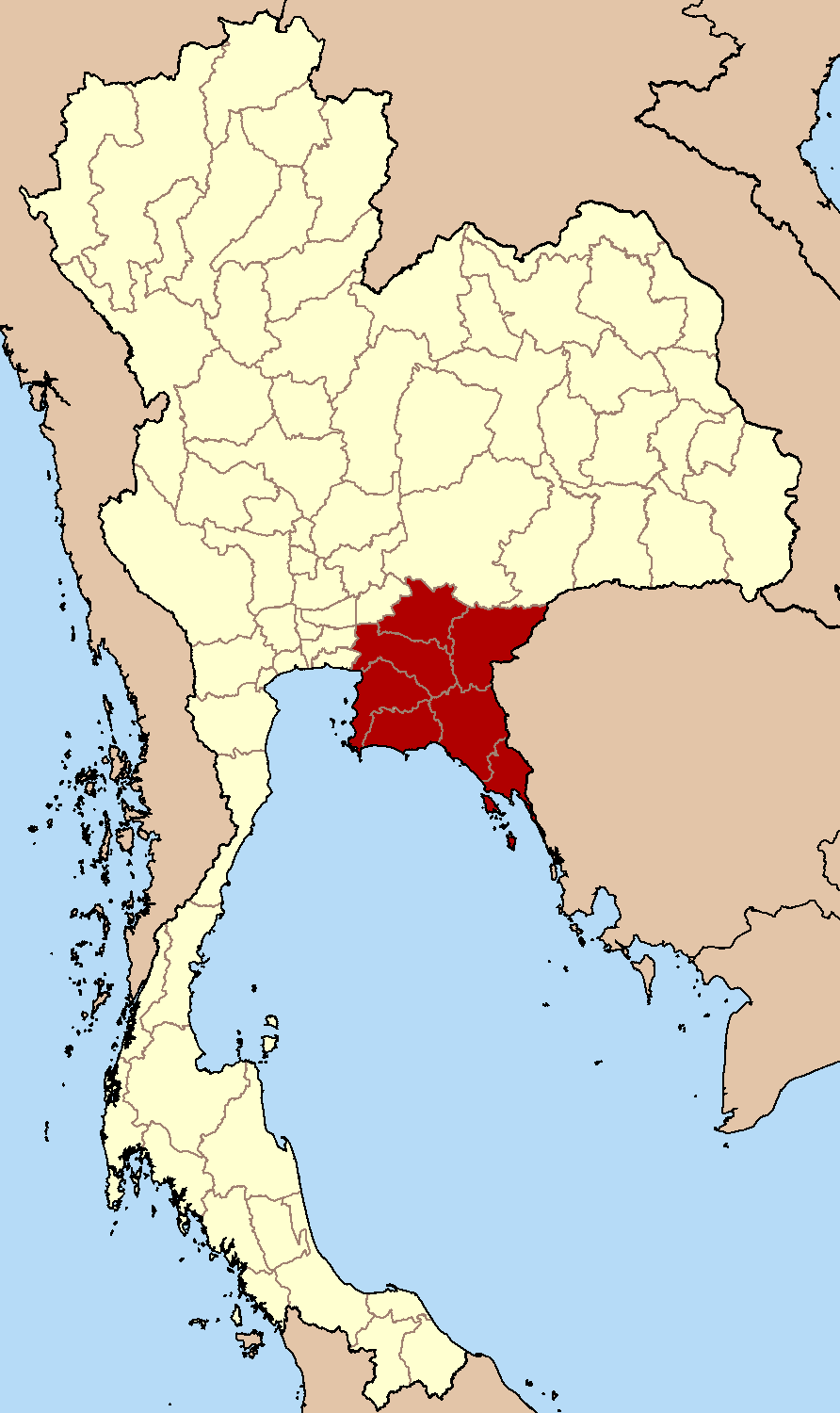
6지방 체제에 따른 태국 동부

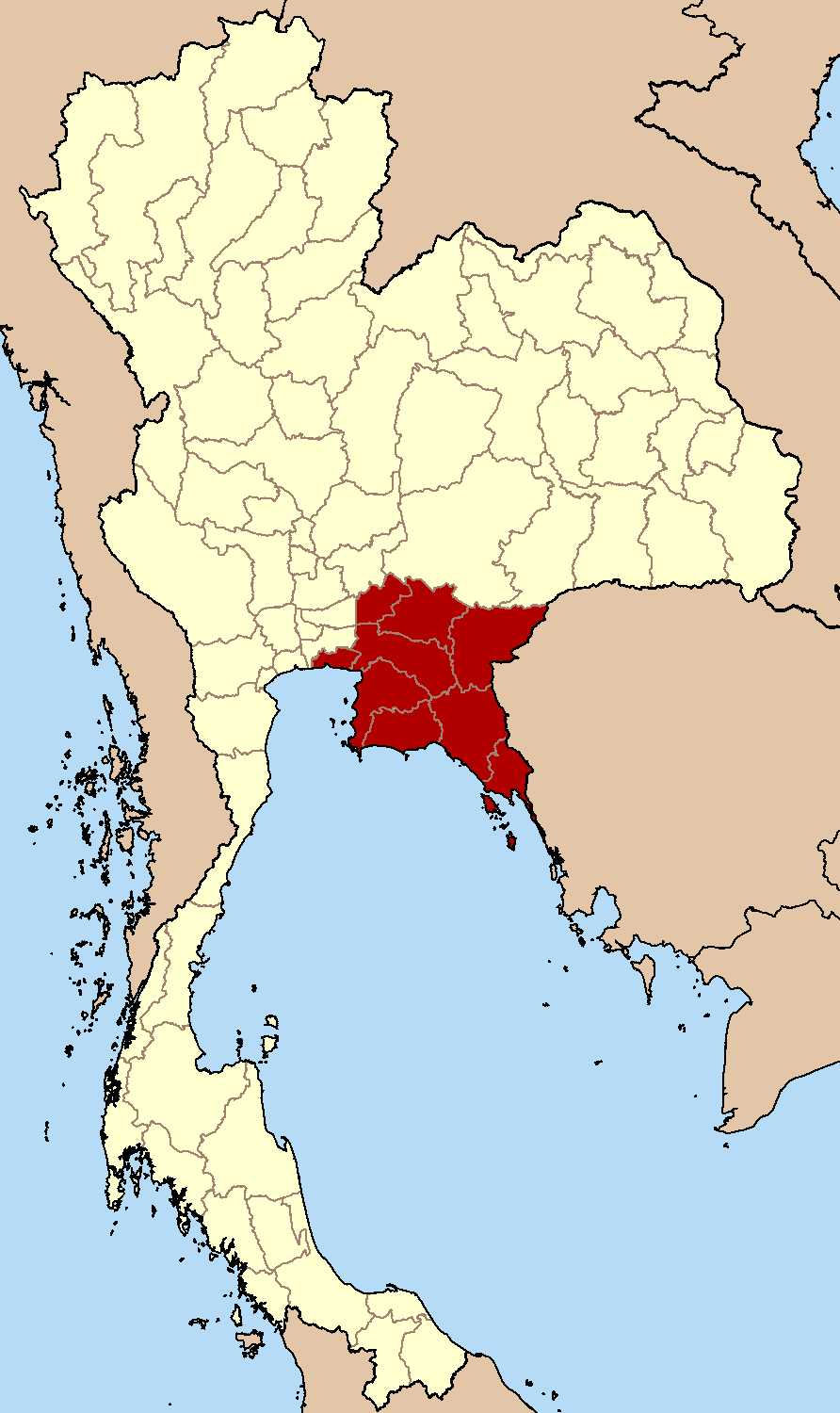
6지방 체제에 따른 태국 동부

태국 동부(Eastern Thailand)는 태국의 지방으로 동쪽으로 캄보디아, 서쪽으로 태국 중부와 접한다.

## 지리
태국 동부는 북쪽으로 북동부의 고원과 경계를 이루는 산깜벵 산맥과 남쪽으로 타이만의 사이에 있다. 지방의 지리는 짧은 산맥과 타이 만으로 흘러드는 짧은 강의 작은 분지가 번갈아 나타나는 특징이 있다.
과일은 이 지역의 주요 농업 부문이고 관광업은 경제에 큰 역할을 한다. 해안에 위치하여 동부 해안의 공업 개발은 지역의 경제가 발전하는데 큰 도움이 되었다.
태국 동부 해안의 앞바다에는 꼬시창, 꼬란, 꼬사멧, 꼬창과 같은 섬이 있다.

## 행정 구역
1. 차층사오 (ฉะเชิงเทรา)
2. 짠타부리 (จันทบุรี)
3. 촌부리 (ชลบุรี)
4. 쁘라찐부리 (ปราจีนบุรี)
5. 라용 (ระยอง)
6. 사깨오 (สระแก้ว)
7. 뜨랏 (ตราด)

## 같이 보기
- 태국의 지방